# Peliococcus serratus
Peliococcus serratus är en insektsart som först beskrevs av Ferris 1925.  Peliococcus serratus ingår i släktet Peliococcus och familjen ullsköldlöss. Inga underarter finns listade i Catalogue of Life.